# Пештера (Перницька область)
Пе́штера (болг. Пещера) — село в Перницькій області Болгарії. Входить до складу общини Земен.

## Населення
За даними перепису населення 2011 року у селі проживали 158 осіб.
Національний склад населення села:
| Національність   | Кількість осіб | Відсоток |
| ---------------- | -------------- | -------- |
| болгари          | 147            | 93,0%    |
| турки            | 10             | 6,3%     |
| не визначились   | 0              | 0%       |
| Всього відповіли | 158            |          |

Розподіл населення за віком у 2011 році:
Динаміка населення: